# 시비나강

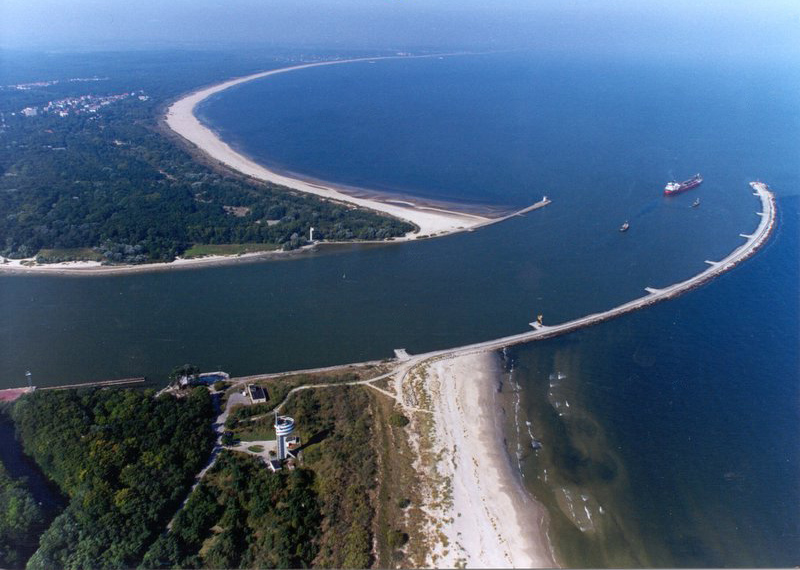
시비나강과 발트해

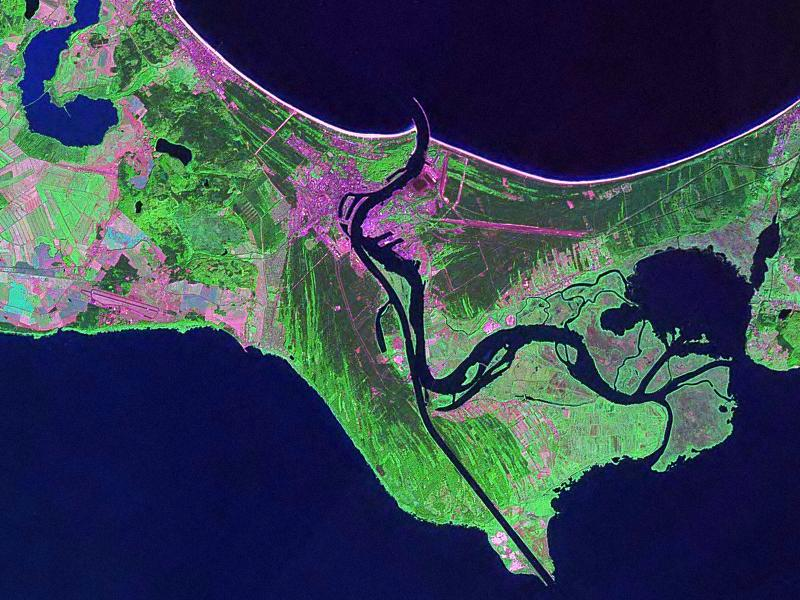
시비나강의 위성 사진

시비나강(폴란드어: Świna, 독일어: Swine 슈비네[*])은 폴란드 북서부에 위치한 강으로 길이는 16km이다. 독일 국경에서 2~4km 정도 떨어진 곳에 위치한다.
우제돔섬(우즈남섬)과 볼린섬 사이를 흐르는 강으로서 발트해 슈체친 석호 어귀로 흘러간다. 오데르강의 삼각강 지대의 일부를 형성하며 강 전체 유수량의 75%가 오데르강으로 흘러간다. 시비나강과 접한 주요 도시로는 시비노우이시치에가 있다.

## 같이 보기
- 지브나 해협
- 페네강